# Revelation (Christopher Lee)
Revelation è il secondo album dell'attore e cantante britannico Christopher Lee, pubblicato il 10 giugno 2006 per la Magic Film.

## Tracce
1. Alexander Townley - The Pum - 07:06
2. The Impossible Dream - The Quest - 03:28
3. I, Don Quixote - Man of La Mancha - 03:42
4. Carmencita - Quiero y no quiero querer - 04:06
5. The Toreador March - Flamenco mix - 05:21
6. O sole mio - It's Now or Never - 03:51
7. High Noon - 02:23
8. Wanderin' Star - 03:44
9. Oh! What a Beautiful Mornin' - 02:58
10. Name Your Poison - 03:13
11. Toreador March - Heavy Metal mix - 04:39
12. The Little Drummer Boy - 03:02
13. Silent Night - 02:59
14. My Way - 04:34
15. "Behind the Music" with Christopher Lee - 22:20